# ناتئة زخرفية
الناتئة الزُّخرفية أو الحلية المعمارية هو شريط من المواد ذات أشكال مختلفة تستخدم لتغطية الانتقالات بين الأسطح أو للزينة. وهي مصنوعة من الخشب أو القصارة المصمت ولكنها قد تكون من اللدائن أو الخشب المُعاد قولبته. يغلب أن تُنحت القوالب في العمارة والنحت التقليديين بالرخام أو الأحجار الأُخَر. أما في العمارة التاريخية وبعض المباني الحديثة باهظة الثمن فيمكن تشكيلها في مكانها بالقصارة.

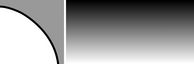

قولبة بيضية ونمط الظل الناتج

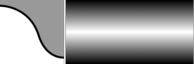

## الأنواع
من الزخارف الشائعة:
- Archivolt
- Astragal
- Baguette
- Bandelet
- Baseboard
- Baton
- Batten
- Bead moulding
- Bolection
- Cable moulding or ropework
- Cabled fluting
- Casing
- خرطوشة
- كهفية
- Chair rail
- Chamfer
- Chin-beak
- Corner guard
- Cornice
- Cove moulding or coving
- Crown moulding
- Cyma
- دنطيل
- Drip cap
- Echinus
- Egg-and-dart
- Fillet
- Fluting
- Godroon or Gadroon
- Guilloché
- Keel moulding
- Lamb's Tongue
- Muntin
- Ogee
- Order
- بيضية
- Rosette
- Strapwork